# Kapel Onze-Lieve-Vrouw in 't Ven
De Kapel Onze-Lieve-Vrouw in 't Ven is een kapel in de stad Venlo in de Nederlandse gemeente Venlo. De kapel staat aan de Weselseweg bij 65 in de wijk 't Ven in het noordoosten van de stad.
De kapel is gewijd aan de heilige Maria.

## Geschiedenis
Tijdens de Tweede Wereldoorlog deed Gerard Hubert Stikkelbroek de belofte een kapel te bouwen als zijn familie ongeschonden door de oorlog zou komen. In 1948 bouwden de kinderen van Gerard een kapel en losten daarmee de belofte in die hun vader had gedaan.
In 2003 werd de kapel gerestaureerd.

## Gebouw
De witte kapel op een donkere plint is opgetrokken op een rechthoekig plattegrond en wordt gedekt door een uitkragend zadeldak met pannen. Achterop het dak is een dakruiter met tentdak geplaatst. In een van de zijgevels zijn drie rondboogvensters met glas-in-lood geplaatst. In de frontgevel bevindt zich de rondboogvormige toegang van de kapel die omlijst wordt met bakstenen en wordt afgesloten met een dubbele geruite deur.
In de kapel staat een Mariabeeldje dat de heilige toont met in haar armen voor zich het kindje Jezus.